# Borzęcino (Barwice)
Borzęcino (deutsch Borntin) ist ein Dorf in der polnischen Woiwodschaft Westpommern. Es gehört zur Stadt- und Landgemeinde Barwice (Bärwalde) im Powiat Szczecinecki (Neustettiner Kreis).

## Geographische Lage
Das Dorf liegt in Hinterpommern, an der Persante, etwa 35 Kilometer nordwestlich von Neustettin und zwölf Kilometer nordwestlich von Barwice (Bärwalde). 

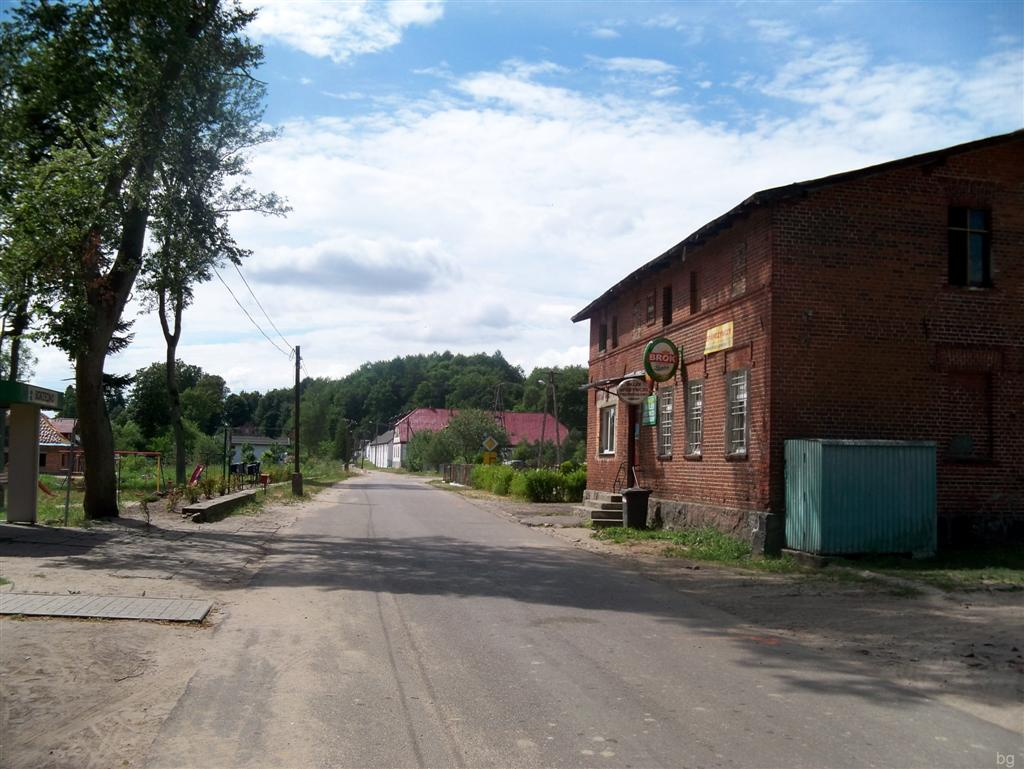
Dorfstraße

## Geschichte
Erbherr auf Borntin war am Anfang des 18. Jahrhunderts der Landrat Caspar Heinrich von Zastrow († 1737). Besitzer des Landguts Borntin um 1783 war George Heinrich von Zastrow, und es hatte ein Vorwerk, eine Wassermühle, acht Bauern, fünf Kossäten, drei Büdner, eine Gastwirtschaft, eine Schmiede, einen Schulmeister, eine zum Kirchspiel von Groß Krössin gehörige Filialkirche und insgesamt 24 Feuerstellen (Haushaltungen); zum Gutsbezirk gehörten auch das etwa 3 ½ Kilometer südwestlich des Dorfkerns gelegene Vorwerk Nemrin (Vierhof), ein ehemals Kleistsches Lehen, das 1762 dem Hauptmann Friedrich Wilhelm von Zastrow erblich verkauft worden war, und das etwa zwei Kilometer östlich davon gelegene Vorwerk Jungfernhof.
Um 1857 gehörte das Allodial-Rittergut Borntin den Geschwistern von Borwitz, die es seit 1854 in Besitz hatten.
Im Jahr 1865 erhob der preußische Fiskus in der Landgemeinde Borntin eine Grundsteuer in Höhe von 38 Reichstalern, elf Silbergroschen und neun Pfennigen und im Gutsbezirk Borntin eine Grundsteuer von 148 Reichstalern, sieben Silbergroschen und neun Pfennigen.
Das Rittergut Borntin mit Branntweinbrennerei, Ziegelei und Molkerei besaß um 1892 und noch 1896 der Landschaftsrat und Hauptmann a. D. Moritz Snethlage.
Am 1. April 1927 betrug die Flächengröße des Ritterguts Borntin 1219 Hektar, und am 16. Juni 1925 hatte der Gutsbezirk 257 Einwohner.
Die Gemeinde Borntin hatte um 1930 eine Flächengröße von 13,9 km². In der Gemarkung des Orts standen insgesamt 52 bewohnte Wohnhäuser an fünf verschiedenen Wohnstätten:
1. Birkenhain
2. Borntin
3. Jungfernhof
4. Karlsdorf
5. Nemrin

Im Jahr 1945 gehörte die Landgemeinde Borntin zum Landkreis Neustettin im Regierungsbezirk Köslin der preußischen Provinz Pommern des Deutschen Reichs. Borntin war dem Amtsbezirk Groß Krössin zugeordnet. 
Im Frühjahr 1945 wurde Borntin von der Roten Armee besetzt. Nach Beendigung der Kampfhandlungen wurde die Region seitens der sowjetischen Besatzungsmacht zusammen mit ganz Hinterpommern und der südlichen Hälfte Ostpreußens der Volksrepublik Polen zur Verwaltung überlassen. Es wanderten nun Polen zu. Borntin wurde unter der Ortsbezeichnung ‚Borzęcino‘ verwaltet. In der Folgezeit wurde die einheimische Bevölkerung von der polnischen Administration aus Borntin vertrieben.

### Demographie
| Jahr | Einwohner | Anmerkungen |
| ---- | --------- | --- |
| 1783 | —         | adeliges Dorf mit einem Vorwerk im Dorf, einer Wassermühle, zwei weiteren Vorwerken und 24 Feuerstellen (Haushaltungen), im Besitz der Familie Zastrow befindlich |
| 1818 | 136       | Kirchdorf, adelige Besitzung |
| 1825 | 146       | Ortschaft mit den Vorwerken Jungfernhof und Nemrin (sonst Vierhof) sowie einer Wassermühle                                                                        |
| 1852 | 498       | Dorf |
| 1864 | 513       | am 3. Dezember, Gemeindebezirk und Gutsbezirk zusammen |
| 1867 | 506       | am 3. Dezember, davon 267 in der Landgemeinde und 239 im Gutsbezirk                                                                                               |
| 1871 | 454       | am 1. Dezember, davon 223 in der Landgemeinde (sämtlich Evangelische) und 231 im Gutsbezirk (sämtlich Evangelische)                                               |
| 1885 | 297       | am 1. Dezember, davon elf in der Landgemeinde (sämtlich Evangelische) und 286 im Gutsbezirk (sämtlich Evangelische)                                               |
| 1910 | 236       | am 1. Dezember, Gutsbezirk |
| 1925 | 379       | davon 367 Evangelische und zwölf Katholiken |
| 1933 | 335       | [ 17 ] |
| 1939 | 347       | [ 17 ] |

## Religionen
Die bis 1945 anwesenden Dorfbewohner waren mit gelegentlichen Ausnahmen evangelisch und gehörten zu dem Kirchspiel Groß Krössin.